# Narodzenie św. Jana Chrzciciela
Narodzenie św. Jana Chrzciciela – uroczystość, upamiętniająca narodziny Jana Chrzciciela, obchodzona 24 czerwca, poprzedzana dzień wcześniej wigilią na cześć świętego, potocznie określaną jako Noc Świętojańska. Narodziny Jana Chrzciciela w teologii przyjmowane są jako dowód prawdziwości przyjścia Chrystusa, zapowiedzianego przez anioła Gabriela Marii w czasie zwiastowania, a także przepowiedziane były jego ojcu przez anioła w Świątyni Jerozolimskiej. Jan Chrzciciel jako jedyny święty obchodzi w Kościele powszechnym uroczysty dzień swoich narodzin.